# Верхньошевирівська сільська рада
Верхньошевирівська сільська рада — сільська рада у Краснодонському районі Луганської області з адміністративним центром у селі Верхньошевирівка.
Сільській раді підпорядковані села Батир, Верхньодеревечка, Нижньодеревечка, а також селища Орджонікідзе і Радгоспний.
Адреса сільської ради: 94483, Луганська обл., Краснодонський р-н, с. Верхньошевирівка, вул. Леніна, 5а.

## Населені пункти
Населені пункти, що відносяться до Верхньошевирівської сільської ради.
| № | Назва            | Тип    | Рік заснування | Площа км² | Населення (2001), ос. |
| - | ---------------- | ------ | -------------- | --------- | --------------------- |
| 1 | Верхньошевирівка | село   | 1917           | 5,133     | 1716                  |
| 2 | Батир            | село   | 1957           | 0,506     | 65                    |
| 3 | Верхньодеревечка | село   | 1917           | 1,148     | 49                    |
| 4 | Нижньодеревечка  | село   | 1951           | 3,413     | 392                   |
| 5 | Орджонікідзе     | селище | 1920           | 0,923     | 824                   |
| 6 | Радгоспний       | селище | 1920           | 1,86      | 8                     |

## Керівний склад попередніх скликань
| ПІБ                          | Основні відомості                                                                       | Дата обрання | Дата звільнення |
| ---------------------------- | --------------------------------------------------------------------------------------- | ------------ | --------------- |
| Безнощенко Віктор Васильович | Сільський голова, 1961 року народження, освіта середня спеціальна, член Партії регіонів | 31.10.2010   |                 |
| Стеценко Валерій Миколайович | Сільський голова, 1956 року народження, освіта, член Партії регіонів                    | 26.03.2006   | 31.10.2010      |

Примітка: таблиця складена за даними джерела 